# 暮光之城角色列表
以下是史蒂芬妮·梅爾的系列小說的角色列表。

### 庫倫家族
作品正式名稱為奧林匹克家族（The Olympic coven），以卡萊爾為中心而聚集，除貝拉、艾莉絲和賈斯伯之外的其餘成員皆是他親自改變的。全家人都有金色眼眸，吸食動物血液，因此稱為「素食主義」（Vegetarian）。庫倫家族是目前最大吸血鬼家族（倘若把保鑣計算在內，佛杜里為最大吸血鬼家族），跟德納利（譚雅）家族交情甚好並互認為「親戚」。
- 愛德華·庫倫（羅伯·派汀森飾）

男主角，原名愛德華．安東尼．梅森（Edward Anthony Masen），1901年6月20日生於芝加哥，紅褐色髮色，人類時期眼睛是綠色，身體卻永遠只是17歲的樣子。人類時期母親名叫伊莉莎白（Elizabeth Masen），父親是愛德華（流感初期死亡）。17歲時患上西班牙流感，瀕死前因他同樣感染流感的母親無法接受兒子即將病逝的傷痛，於是在死前乞求卡萊爾把他變成吸血鬼並救了他，曾在最初十年中離家出走過。，人類時期眼睛是綠色，成為吸血鬼後，眼睛在飢餓時是黑色，獵食後是蜂蜜般的黃褐色；體能超乎常人，能夠做別人做不到的事：讀心術，能力和厄洛相似，但更可在一定範圍內隔空聽別人現在的思想，不過唯獨不能讀取貝拉的思想；因特殊又異於常人的行為（速度飛快、皮膚冰冷等等）而被貝拉發現真相。愛德華為了愛而拚命壓抑自己對血的慾望，同時也為了保護貝拉不受其他吸血鬼傷害，被佛杜里家族覬覦。
- 伊莎貝拉·瑪莉·史旺（克莉絲汀·史都華飾）

女主角，1987年9月13日生於華盛頓州福克斯鎮，因母親芮妮再婚而從鳳凰城搬回家鄉與父親查理同住。喜歡看書，不喜歡成為焦點，對運動很不拿手。在學校餐廳第一次見到愛德華時便一見鍾情。在校內停車場差點發生車禍，被愛德華所救，因此對他身份產生懷疑。在父親好友被吸血鬼詹姆斯和維多利亞殺害後，發現愛德華是吸血鬼，在樹林裡兩人相互告白後成為一對。2006年9月11日變成吸血鬼，身體永遠是18歲的樣子。作為吸血鬼，擁有能防禦一切來自於心理的強大特殊能力，並可把防護盾推展成圓罩保護其內人能不受圈外人的攻擊影響，但對芮妮思蜜無效，其強大的特殊能力，被佛杜里家族覬覦。
- 芮妮思蜜·庫倫（麦肯基·弗依飾）

愛德華與貝拉的女兒，是雅各的命定之人，名字是愛德華養母艾「思蜜」與貝拉母親「芮妮」的結合（魯－妮絲－梅→魯妮絲梅→芮妮思蜜，Ruh-nez-may→Ruhnezmay→R-e-n-e-s-m-e-e），中間名是愛德華養父「卡」萊爾與貝拉父親查「理」的結合，暱稱妮思（Nessie，雅各所取，但貝拉覺得像尼斯湖水怪所以一直不太喜歡。不過大戰結束後她就兴奋地叫了這個暱稱）。2006年9月11日出生在母胎時如是個男孩的話就取名為E.J.（Edward Jacob） Cullen。跟外公初見面時父親先謊稱為其姪女，最後是因瞳色才「穿幫」。髮色是和愛德華相同的紅褐色，髮型是和查理相同的捲髮，有着和貝拉人類時期相同的巧克力牛奶色眼睛。从一出生就备受眾人宠爱。因學習能力極強而被周遭人稱為「天才」（miracle），不過卻把父母的天賦反轉了，可透過用手掌接觸傳遞訊息給別人，且無人能阻止並完全相信她，同時可獲得跟她接觸的人的喜愛。由於是人類（23對染色體）與吸血鬼（25對染色體）混血（Hybrid）所以有和狼人相同的24對染色體（故有她在艾莉絲會無法發揮能力）被佛杜里家族覬覦，與雅各是一對。
- 卡萊爾·庫倫（彼得·費辛利飾）

庫倫家族創立者兼大家長，三百多歲高齡，外表年齡只有23歲，一頭金髮且相貌俊美，擁有如模特一般高佻健美的身材，是一名優秀的醫生。父親是英國牧師，一生都以追捕巫師、狼人、吸血鬼為己任，但在1663年，當時23歲的他於一次行動中不幸遭到吸血鬼襲擊並變成吸血鬼，他始終知道家庭無法接受這樣的自己，幾次想了結生命卻抵抗不了其強大力量。早期與厄洛、凱薩與馬庫斯生活，因理念不同而離去。他極度痛恨暴力且對人血極有克制力，最後成功根除其慾望，找到了用野生動物鮮血替代的解決方案，於是成為了故事中第一個吸食動物血液的吸血鬼。因經不起伊莉莎白（愛德華人類母親）臨終前請求以及長年一人的孤寂，他把愛德華變成吸血鬼並帶在身邊，此後又以同樣方式拯救了艾思蜜，並與其相愛共組家庭，由於對所有成員極為關愛與照顧而被視作父親。
- 艾絲蜜·庫倫（伊莉莎白·瑞瑟（英语：Elizabeth Reaser）飾）

卡萊爾的妻子，外表年齡26歲，焦糖髮色，對外職業是負責翻新舊建築的建築師。第一次與卡萊爾相遇是在16歲時。1921年當時26歲的她陷入了不幸婚姻之中，遭丈夫無情虐待，但為了未出生的小孩仍毅然逃離丈夫，可是小孩在出生不久後就因肺炎過世，因為承受不了失去兒子的巨大悲痛，於是跳下懸崖試圖了結生命。被送入太平間時，卡萊爾意外地發現她還有心跳，並且記起當年曾為她治療的情形，於是決定把她變成吸血鬼。艾思蜜漸漸地愛上了卡萊爾並嫁給他為妻。她並不像家中其他成員擁有特殊能力，但有着對家人無盡的愛，同時在貝拉加入的過程中給予極大鼓勵和支持。雖無法生育，但卻以最無私的愛照顧著所有收養的孩子而被視作母親。喜歡各種建築設計，因此才設計了愛德華和貝拉的小屋。
- 艾密特·庫倫（凱蘭·魯茲飾）

庫倫家族養子，原名Emmett McCarty，黑色捲髮、身材健碩，擁有強大力量。1935年，20歲的他因受到黑熊攻擊而身受重傷，吸血鬼羅絲莉碰巧在那時遇到他，於是把他帶回家請求卡萊爾也把他變成吸血鬼以延續其生命。艾密特娶了羅絲莉為妻，並用了一段很長時間適應中用動物鮮血取代人血的飲食方式，最終融入庫倫家中，常充當家族成員保護者的角色。雖然艾密特夫婦實質上是庫倫家養子女，但為了避免外界觀感誤以為有亂倫的疑慮，只有艾密特改姓庫倫，羅絲莉維持原姓氏。但剛開始對貝拉的加入不大滿意，但最後也真心接納她成為家族成員，並對於拿笨手笨腳的她開玩笑樂此不彼。喜歡和賈斯伯與貝拉打賭。
- 羅絲莉·海爾（妮琪·利德飾）

庫倫家族養女，原名Rosalie Lillian Hale，生於1915年，金髮，人類時期瞳色為紫羅蘭色，成為吸血鬼後瞳色變化和愛德華相仿。人類時是紐約大銀行家女兒，外表年齡只有18歲的她擁有天使般美豔的容貌，但也因此而「遭到」身為貴族的未婚夫羅伊斯·金二世和其朋友輪暴並被拋棄街頭，路過的卡萊爾為了拯救其性命，把她變成了吸血鬼，其亦於轉化後親自向羅伊斯等人尋仇並殺害對方。由於出色容顏使她總是眾人焦點，於是性格不免嬌縱蠻橫。剛開始時對貝拉很刻薄，但其實「並非憎恨」，只是因內心深處「嫉妒」她是人類並能夠生育的事實，因她最大夢想就是可重新成為人類並養育一個屬於自己的小孩而已。於《破曉》中終於和貝拉和解變成朋友，因她寧死堅持留下孩子的決定感動了她，並在貝拉懷苪妮思蜜時無時無刻待在她身邊，苪妮思蜜出生後也對她視如親生女兒極為照顧。與艾密特是一對，跟雅各關係始終極為不好（時常貶稱他為「狗」），但在苪妮思蜜出生後稍有緩和。
- 艾莉絲·庫倫（艾希莉·葛林飾）

庫倫家族養女，原名Mary Alice Brandon，1901年出生，黑色短髮、身材嬌小、性格開朗、積極樂觀。有一妹妹辛西亞。身為人類時因能預知些許未來而被關到精神病院，吸血鬼獵人詹姆斯曾獵殺她，卻使一個在此院工作的老吸血鬼改變她 （該吸血鬼最後被詹姆斯摧毀）。她並沒有變成吸血鬼前的人類記憶（因電擊治療而在人類時就喪失記憶），她本身也不想記得。19歲的某天醒來發現自己已變成了吸血鬼，被送進精神病院的入院日期與死亡日期記載相同。成為吸血鬼後能夠預知未來，但只能夠預見已決定的事情，瞬間決定則無法預知，而第一個影像就是賈斯伯會成為其愛侶、並一起加入庫倫家族幸福度日。她按照預視內容在1948年見到了賈斯伯，隨後加入庫倫家族。艾莉絲和貝拉很快就成為了非常要好的朋友，且多次運用自身能力幫助貝拉和愛德華。對流行時尚充滿狂熱，據她所說很少允許家人衣服重複穿二次。其特殊能力被佛杜里家族覬覦。
- 賈斯伯·海爾（杰克逊·拉斯波恩飾）

庫倫家族養子，原名Jasper Whitlock，1844年生於德州，金髮。因參加過吸血鬼南方戰爭而一身傷疤，所以對新生吸血鬼很有一套。1861年加入了南北戰爭，由於很有魅力，在軍隊迅速得到提升。1863年吸血鬼瑪利亞為爭奪領土，把當時19歲的他變成吸血鬼，而他當時就負責把瑪利亞選中並變成吸血鬼的人類培訓為成熟吸血鬼。後來厭倦了吸食人血而和平地脫離了瑪利亞的團體，最後在費城的小餐廳碰到了早已在那裡等待著他到來的艾莉絲並成為一對，隨後一起加入了庫倫家族，喜歡和艾密特打賭。作為吸血鬼擁有可感應及操控身邊所有人情緒的特殊能力，每當貝拉（或其他人）感到情緒緊張壓力過大時，就能運用其能力「給予安撫」。雅各認為他是庫倫家中最厲害的。由於是最晚成為素食主義者（貝拉除外），對人血誘惑抵抗能力不高，有時便會控制不住，如《新月》初期貝拉被割破手指時的反應，所以故事中有類似狀況時艾莉絲會盡快帶他迴避。由於與羅絲莉容貌髮色相像而被外界認為是兄弟姐妹，所以為了方便加上也不介意就改從了其姓氏。

### 貝拉的親友
- 查理·史旺（比利·伯克飾）

貝拉的父親，福克斯鎮警長，正直善良、有責任心、工作勤懇、細心 、不擅長烹飪與表達對家人的感情，專一（忘不了前妻芮妮）、謹慎、接受能力強——在雅各的「刻意誤導」下明白了世上還有許多「超乎常理的事物」，所以能接受狼人的存在與女兒變成吸血鬼（實際不知）與突然「升格外公」等事實，但也只限於「有必要讓他知曉的部分」，愛好是看體育節目和釣魚。好友是比利·佈雷克（雅各父親）和哈利（狼族，利雅和賽斯父親），最後和已死好友（哈利）妻子蘇在一起，《暮光之城官方導覽》中更提及兩人已在約會。
- 芮妮·德威爾（莎拉·克拉克（英语：Sarah Clarke）飾）

貝拉的母親，故事開始時已跟查理離婚，與費爾·德威爾（Matt Bushell 飾）再婚，并定居在亚利桑那的凤凰城。芮妮（Renée）這個名字源於法語，性格隨意、浪漫、粗心、愛冒險、孩子氣、感情豐富、保持著一顆天真的心、做事時常不經大腦。討厭福克斯陰雨連綿的天氣，喜歡陽光。對許多事情有興趣，但常常只有「三分鐘熱度」。善於觀察，愛德華說她很有洞悉力。由於接受能力不強又過著平凡生活，於是父女倆決議暫時不用對她告知，所以到故事結束時都不知女兒的「變化」。
- 艾瑞克（賈斯汀・鍾（英语：Justin Chon）飾）

貝拉到福克斯第一個跟她說話的同學，又瘦又高，頭髮油膩，皮膚也很糟，貝拉覺得他看起來像是會加入棋社的乖乖牌。和麥克有很大嫌隙。
- 潔西卡·史丹利（安娜·坎卓克飾）

貝拉在福克斯交到的第一個同學兼朋友，個子比貝拉矮幾吋，有一頭捲翹黑髮，喜好打聽八卦，其母親是福克斯最大的「八卦系統」。曾迷戀愛德華，剛開始是為了分享「貝拉被旁人的注意」而和她當朋友，後期和麥克相戀。
- 麥克·紐頓（邁克·威爾奇飾）

貝拉同學，娃娃臉、淺金色頭髮用髮膠梳的很有型，是學校大眾情人，家中經營戶外用品店。初期喜歡貝拉，最後和潔西卡在一起。
- 安琪拉·偉柏（克莉絲汀·瑟拉圖絲飾）

貝拉同學兼好朋友，淺棕色長髮，身材高挑纖瘦，個性內向害羞，對貝拉比潔西卡和麥克都還要來得體貼。家裏有兩個弟弟，喜歡班錢尼。她是貝拉需要找人談心時第一位想到的朋友。在艾密特和羅絲莉畢業後，也是少數幾位願意和貝拉與愛德華他們坐在一起吃午餐的同學。
- 班·錢尼

貝拉同學，安琪拉男友，個子比她小。
- 泰勒·克羅利（格雷戈里·泰瑞·博伊斯（Gregory Tyree Boyce）飾）

貝拉同學，普通、沉悶的男孩，曾因旅遊車失控而差點撞上貝拉，之後為了補償，四處「宣稱」要帶貝拉去參加舞會。
- 蘿倫·馬洛利

對貝拉非常不友善的金髮女孩，因貝拉搶走大家先前對她的注視而「經常無視」其存在，不管對誰說話都很刻薄。

### 狼族
故事開始時狼人數量一直不多，大約3位，但因庫倫家族的來訪而逐漸增多，於《破曉》後段甚至因吸血鬼大量來訪而增至17位。狼人有個說法叫「命定（Imprinting），是指狼人會對能給予自身最良好合適的狼人基因的人產生愛意，類似一見鍾情。體溫在攝氏40℃左右，有24對染色體，不會變老，除非是長時間放棄變身。據厄洛說法，他們其實不是狼人而是「變形者（因真的狼人只會於夜晚活動，又被稱作「月亮之子」），其能力原形則來自拉布席印第安人的變行者傳說。
- 雅各·佈雷克（泰勒·洛納飾）

第二男主角，貝拉好友，1990年1月14日出生，身材高大（將近七呎），狼人（或厄洛稱之為「變形者」）中的一員。變身成狼人的速度是第2快，體型是第2高大，毛色紅棕色。因血統（與庫倫家族簽訂和平協議的酋長—埃夫萊姆·佈雷克直系後裔）應是首領，但卻推給山姆自己則成為副首領。父親比利，有一對雙胞胎姊姊麗貝卡（Rebecca）和瑞秋（Rachel）。曾愛上貝拉，後來命定芮妮絲蜜，但始終仍視她為好友。擅長修理汽車、摩托車之類的交通工具，貝拉的三手卡車就是他修理好的。在《破曉》時成為另一個狼族首領，帶領利雅和賽斯守護懷孕的貝拉和庫倫家族，也因此只能聽見自己手下及狼族首領的思想，但可聽見另一個狼群首領（山姆）的思想。
- 比利·佈雷克（吉尔·伯明翰（英语：Gil Birmingham）飾）

雅各父親，查理最好的朋友。對拉布席傳說深信不疑，因此剛開始希望貝拉遠離愛德華一點。
- 山姆·烏利（所羅門·特林柏（英语：Solomon Trimble）、查斯科·斯宾塞（英语：Chaske Spencer）飾）

狼族首領，毛色黑色，體型是第一高大。曾和利雅是戀人，後來命定艾蜜莉。
- 艾蜜莉·楊（婷塞尔·柯瑞飾）

利雅表姐，兩人在幼年時像親姊妹般要好。命定山姆，臉上有三條因山姆一時不能控制而留下的疤痕。
- 哈利·克里爾沃特（格雷厄姆·格林飾）

利雅和賽斯的父親，因心臟病發作而死亡。妻子是蘇（Alex Rice飾），也是查理的朋友。
- 利雅·克里爾沃特（茱莉亚·琼斯（英语：Julia Jones）飾）

母親蘇，父親哈利，有一弟弟賽斯。狼人史上第一位與故事中唯一一位女狼人，山姆前女友，討厭吸血鬼。由於自己身分史無前例（根據狼人傳說此能力為父系相傳且僅出現於男性身上）又無法擺脫對山姆的情意，所以無論在原著和電影中都是一臉「哀怨」。變身狼人時毛色為灰色，跑得最快，體型瘦高。
- 賽斯·克里爾沃特（波波·史都華（英语：Booboo Stewart）飾）

利雅弟弟，幾乎是狼族中最年輕的。變身之後毛色是土黃。在《蝕》中和愛德華並肩作戰，之後開始喜歡庫倫家族，與愛德華成為朋友。
- 保羅（Paul Lahote）（亞歷克斯·梅拉茲飾）

狼人之一，命定雅各姊姊瑞秋，脾氣極暴躁。
- 賈德（Jared Cameron）（布朗森·佩爾提埃飾）

狼人之一，命定同校女同學金。
- 安柏瑞（Krys Hyatt、Kiowa Gordon（英语：Kiowa Gordon）飾）

父親不詳，母親懷孕來到拉布席生下他，是雅各並未自立團體之前的助手。
- 奎爾（Tyson Houseman飾）

雅各並未自立團體之前的助手，巧克力色毛色，在賈斯伯教導對付吸血鬼新手之後便渴望與他戰鬥。命定愛蜜莉的兩歲外甥女克萊兒（Claire）。

### 德納利家族
居於阿拉斯加的素食主義吸血鬼家族，跟庫倫家族交情甚好並互認為「親戚」。
- 譚雅·德納利（Tanya Denali）（|MyAnna Buring（英语：MyAnna Buring）飾）

德納利創立者莎夏（Sasha）的侄孫女（great-niece）兼養女，因姑婆（great-aunt）創造「不朽孩童」（immortal child）瓦希莉（Vasilii），被佛杜里發現並處決後而繼任首領。三姊妹之一，髮色淺莓金，對愛德華有興趣，可惜他對她沒感覺，和庫倫家族交情甚好。
- 凱特·德納利（Kate Denali）（Casey LaBow飾）

三姊妹之一，皮膚會通電藉此麻痺敵人。在《破曉》中，嘉瑞特向她告白並加入了其生活。
- 艾琳娜·德納利（Irina Denali）（瑪姬·格蕾斯飾）

三姊妹之一，不喜歡庫倫家族，因《新月》中狼人們殺死了其伴侶羅倫特，而庫倫家族不肯讓她報仇。在《破曉》中於遠處看到芮妮絲蜜而誤認她是不朽孩童，因此向佛杜里家族告密。最後被凱撒摧毀。
- 嘉瑞特（Garrett）（李·佩斯飾）

和艾密特一樣高大、充滿愛國主義的流浪吸血鬼，在大戰之後和凱特變成一對。
- 卡門·德納利（Carmen Denali）（Mía Maestro飾）

吸血鬼，沒有任何特殊能力，跟以利沙是一對。
- 以利沙·德納利（Christian Camargo飾）

吸血鬼，曾是佛杜里家族保鑣一員，能知道吸血鬼特殊的能力為何。因愛上了卡門，所以離開厄洛和她們家族一起生活。

### 佛杜里家族
居於意大利沃爾泰拉，最大的吸血鬼家族，自稱「貴族」，其地位等同「吸血鬼世界的皇室」。
領導階層由六人組成（厄洛、索皮希雅、凱撒、亞西諾朵菈、馬庫斯及狄黛米）。卡萊爾曾跟他們生活一段時間。
他們龐大的護衛隊中有9個固定成員（巧喜、珍、亞力克、狄米崔、科林、瑞娜塔、海蒂、菲力克斯、阿夫同），其餘的皆是流動性護衛，披著黑灰色調的斗篷，斗篷顏色越深，地位越高。

#### 領導階層
- 厄洛（Aro）（麥可·辛飾）

三千多歲的吸血鬼，索皮希雅的丈夫。黑髮，能力是透露碰觸就能讀到別人大腦中的所有東西。他喜歡「收集」擁有強大特殊能力的吸血鬼，曾邀請愛德華、艾莉絲、凱特·德納利、貝拉、班傑明（Benjamin）及莎菲娜（Zafrina）等擁有超能力的吸血鬼加入。
- 索皮希雅（Sulpicia）（雷貝嘉·巴拉斯（英语：Rebecca Barras）飾）

吸血鬼，厄洛的妻子。她出現於《破曉》電影的尾段，但沒有在行動中的角色。小說中提及了： ~~不只厄洛等人……甚至連夫人們也來了……「跟在佛杜里家族與庫倫家族的對抗中，出現了兩個戴頭巾的人物，肯定是女性，兩側是粗陋的保鑣」~~。「兩個戴頭巾的人物」與「夫人們」意指索皮希雅與亞西諾朵菈。
- 凱撒（Caius）（傑米·坎貝爾·鮑爾飾）

三千多歲的吸血鬼，髮色灰白、性格暴戾。痛恨狼人，因自己曾差點死在狼人手中，之後便開始屠殺狼人。
- 亞西諾朵菈（Athenodora）（阿比·鄧恩飾）

吸血鬼，凱撒的妻子。她住在意大利的沃爾泰拉，即使在吸血鬼歷史中重要的時期，例如獵殺不朽孩童、南北戰爭，都很少離開她居住的塔樓。她出現於《破曉》電影的尾段，但沒有在行動中的角色。
- 馬庫斯（Marcus）（克里斯多佛·海爾達（英语：Christopher Heyerdahl）飾）

三千多歲的吸血鬼，髮色黑色，臉部少有表情。其能力是看見關係，因妻子死去而行屍走肉，對很多厄洛感興趣的事都沒有反應。
- 狄黛米（Didyme）

吸血鬼，厄洛的妹妹、馬庫斯配偶。她能令身邊的人感到高興，但因想跟馬庫斯一起脫離佛杜里家族被卻厄洛發現，最後被厄洛所殺，然而馬庫斯對此事從不知情。

#### 護衛隊
- 珍（Jane）（達科塔·芬妮飾）

吸血鬼，厄洛愛將之一，她個子嬌小、臉龐像天使一樣可愛脾氣卻相當暴躁。她是除了領導階層以外地位最高，其斗篷是護衛中除巧喜之外最黑的。
珍在小時候與其雙胞胎弟弟亞力克被認為懂得巫術而被民眾施以火刑，後來被厄洛所救，但被火焚燒的痛苦也深深影響了他們轉變後的能力；她的能力是用意念使人產生如被火燒一般的劇痛，其能力的源自利用眼神殺人的吸血鬼Nelapsi，但她並不像Nelapsi一樣具有致命性。她跟她的弟弟亞力克被稱為「邪惡的雙胞胎」。
- 亞力克（Alec）（卡梅隆·布萊特飾）

吸血鬼，厄洛愛將之一，珍的雙胞胎弟弟，能力是可以切斷一個人的所有感官，其能力來自墨西哥印地安人傳說中可製造幻影的吸血鬼Tlaciques，但此能力延伸到可影響眼睛以外的受器。他和珍不同的是，珍只能專注於攻擊之對象，而亞力克則可以一次攻擊一大群，他是除了領導階層以外地位最高，其斗篷是護衛中除巧喜之外最黑的。基本上，佛杜里家族在執行殺戮任務時習慣讓亞力克先發揮能力，再開始攻擊，也因此多年來他們只打過沒有對手的大屠殺。
- 狄米催（Demetri）（Charlie Bewley飾）

長髮及肩的吸血鬼，善於追蹤，能力勝過詹姆斯好幾倍，有辦法感覺欲追查之目標，除了擁有強大心靈防護的人，他的能力無人能擋。
- 巧喜（Chelsea）（娜塔莉·多莫飾）

吸血鬼，能影響人們之間的關係。佛杜里家族通常透過她來維繫自己與護衛隊的關係，並破壞敵人的聯盟。因為她的重要性，她的斗篷顏色是與領導層一樣的深黑色，她在護衛隊中有領導的地位。
- 瑞塔娜（Renata）（蘇菲亞·布希飾）

黑髮的吸血鬼，特殊能力為實體防護盾，其威力強大，主要是保護厄洛，凱撒及馬庫斯為次要保護對象。作戰時經常留在厄洛身後，抵擋實體攻擊，而事實上是讓攻擊者注意力被轉移，讓他們朝向和計畫中不同的方向。
- 菲力克斯（Felix）（丹尼爾·寇德摩爾飾）

黑色短髮、個子高大的吸血鬼，沒有特殊能力，雖沒有特殊能力，卻因為其強大的戰鬥能力，為佛杜里固定成員。
- 海蒂（Heidi）（Noot Seear飾）

黑髮的吸血鬼，長相艷麗，是佛杜里家族的「魚餌」，其特殊能力是吸引人群跟隨她，負責吸引觀光客成為佛杜里家族的食物。
- 吉安娜（Gianna）（Justine Wachsberger飾）

膚色黝黑的人類，眼睛為綠色。是佛杜里家族的接待員，相當盡責，希望成為佛杜里家族的一員，但很不幸地佛杜里家族認為她的血比她的能力有用。

### 流浪吸血鬼
- 詹姆斯（Cam Gigandet 飾）

認為自己存在的天命是追殺受害者，對自己的獵物有很強烈的第六感。在艾莉絲和貝拉還是人類時都追殺過她們，但都失敗。最後把貝拉騙到她小時候的芭蕾舞教室時被艾莉絲，艾密特和賈斯柏解決掉。
- 維多利亞（Victoria Sutherland）（Rachelle Lefevre/Bryce Dallas Howard 飾）

詹姆斯的伴侶，動作像貓、聲音像小女生的紅髮女吸血鬼。具有躲避危險的第六感。從德州得知新手吸血鬼大軍的主意後，便在西雅圖製造一支軍隊向庫倫家族復仇，但新手卻惹出許多麻煩。最後被愛德華殺死。
- 羅倫特（Edi Gathegi 飾）

橄欖膚色的長髮吸血鬼，曾與詹姆斯是一夥。在詹姆斯追殺貝拉時到德納利家族待上一年多，期間與艾琳娜相戀，最後在草地準備殺貝拉時被狼群殺死。
- 彼得

曾和賈斯伯一起待在瑪利亞的南方家族3年，被任命管理新手。在和夏洛特私奔5年後回去找賈斯伯，並和他一起旅行了幾年。
- 夏洛特

曾待在瑪利亞的南方家族。要被解決時和彼得一起逃走。在《破曉》中和彼得一起幫庫倫家族做證。

### 新生吸血鬼
- 萊利（Riley Biers）（Xavier Samuel 飾）

被維多利亞轉化為吸血鬼，後來因愛上維多利亞而甘心為她賣力組織並領導新生吸血鬼團隊，在與庫倫家族的戰役中被化身為狼的賽斯殺死，死前明白了維多利亞其實是虛情假意。
- 布莉（Bree Tanner）（Jodelle Ferland 飾）

登場於《蝕》和《布莉的重生》中的吸血鬼，沒有特殊能力。被萊利誘騙因而轉變成吸血鬼中，曾經與迪亞哥組成「秘密忍者俱樂部」，其秘密手勢還沒想出來。與迪亞哥曾經懷疑萊利和維多利亞的企圖，並且試圖查明，但最後卻失敗。但是卻發現陽光並不會傷害到吸血鬼們，因此對萊利懷有疑心。與迪亞哥、福瑞德是朋友，並且在不知不覺中喜歡上迪亞哥，常為了求生而躲於福瑞德身後。在福瑞德發現一切不對勁後，嘗試邀布莉一起逃跑，但布莉婉拒，原因是她必須先找到迪亞哥。在庫倫家族一戰中自己投降。庫倫家族曾想要保護她，但是佛杜里不肯，最後被菲利克斯摧毀。
- 迪亞哥（Diego）

登場於《布莉的重生》中的吸血鬼，沒有特殊能力。曾跟布莉一起發現陽光不會傷害到吸血鬼的秘密，想要試圖質問萊利為何欺騙他們，卻被萊利和維多利亞撕成碎片摧毀，喜歡布莉，是個友善的吸血鬼。
- 福瑞德（Fred）

登場於《布莉的重生》中的吸血鬼，特殊能力是能夠讓人家感到噁心感，進而讓自己排除於別人的視線外。曾經邀請布莉一起逃跑，但卻被布莉婉拒，但卻說會在某一地點等她一天。曾被萊利策劃要好好利用他的特殊能力。
- Jen

登場於《布莉的重生》中的吸血鬼，曾經把布莉的手臂扯斷。屬於克絲蒂那一夥。最後死於庫倫一戰中。
- 凱文（Kevin）

登場於《布莉的重生》中的吸血鬼，個性幼稚。被布莉和迪亞哥稱為白癡，布莉曾嘲笑其特殊能力是超級笨。每當萊利對他發脾氣時，必定撕裂離他最近的吸血鬼發洩怒氣，然後將他摧毀。是「拉烏爾」那一夥。最後死於庫倫一戰中。
- 克絲蒂（Kristie）

登場於《布莉的重生》中的吸血鬼，克絲蒂這夥的老大。最後死於庫倫一戰中。

## 來源
1. ↑  台版《破曉》附錄p.725
2. ↑  台版《破曉》p.331、332、504
3. ↑  台版《破曉》p.505
4. ↑  台版《破曉》p.446
5. ↑  台版《破曉》p.331
6. ↑  台版《破曉》p.496、497
7. ↑  台版《破曉》p.241
8. ↑  台版《破曉》p.485～487，原句：『寧可不知道細節。』，當雅各告知『恭喜你當了爺爺』時「他甚至還露出了一點微笑」。
9. ↑  台版《破曉》p.720
10. ↑  台版《破曉》p.502
11. ↑  台版《破曉》p.241、311
12. ↑  台版《破曉》p.676
13. ↑  台版《破曉》p.488
14. ↑  據情節與電影形象，此角是男性，但台版原著將此名譯為女性